# 蹼
蹼（webbing）是一些半水生四足类动物在前肢或后肢指间长有的皮膜，功能是增加划水时手掌或脚掌的截面积，让這些動物能更有效率的进行游泳。常見的有蹼動物有水鸟（特别是游禽，包括鴨、鵝、鸥类、企鵝等）、蛙类、水獺、鴨嘴獸等。

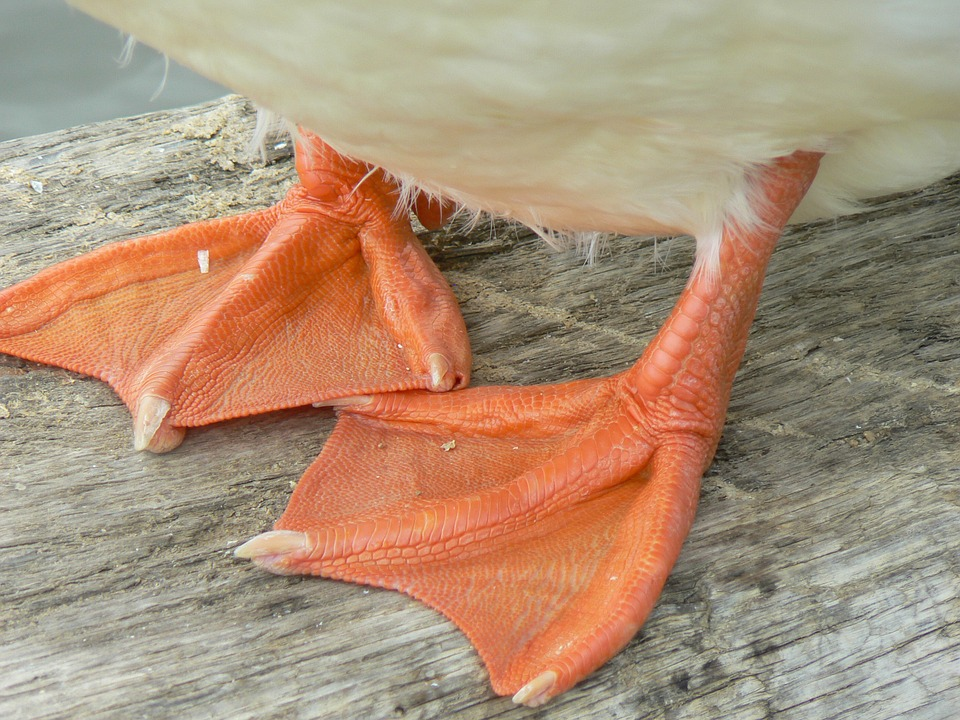
一雙鴨子的蹼